# Юсефсон, Якоб Аксель
Якоб Аксель Йосефсон (швед. Jacob Axel Josephson; 27 марта 1818, Стокгольм — 29 марта 1880, Уппсала) — шведский композитор и дирижёр.

## Биография
Учился в Упсале, затем совершенствовался в Дрездене у Иоганна Готлоба Шнайдера и в Лейпциге у Морица Гауптмана и Нильса Гаде. Вернувшись в Швецию, в 1848 г. занял пост музыкального руководителя Упсальского университета и, тем самым, университетского оркестра. С 1853 г. руководил также хором «Служители Орфея», а в 1867 г. одновременно возглавил созданный на постоянной основе хор Кафедрального собора Уппсалы.
Как композитор известен, главным образом, сборниками народных песен, романсов, баллад, изданными в Стокгольме, Копенгагене, Лейпциге, а также псалмами и другими сочинениями для хора.